# ژوناس گونسالوس اولیویرا
ژوناس گونسالوس اولیویرا (پرتغالی: Jonas Gonçalves Oliveira؛ زادهٔ ۱ آوریل ۱۹۸۴) که عموماً با نام ژوناس شناخته می‌شود، بازیکن فوتبال پیشین اهل برزیل است.
از باشگاه‌هایی که در آن بازی کرده‌است می‌توان به سانتوس، گرمیو، والنسیا و بنفیکا اشاره کرد.
او همچنین در تیم ملی فوتبال برزیل بازی کرده‌ است.